# Французький мандат у Сирії і Лівані

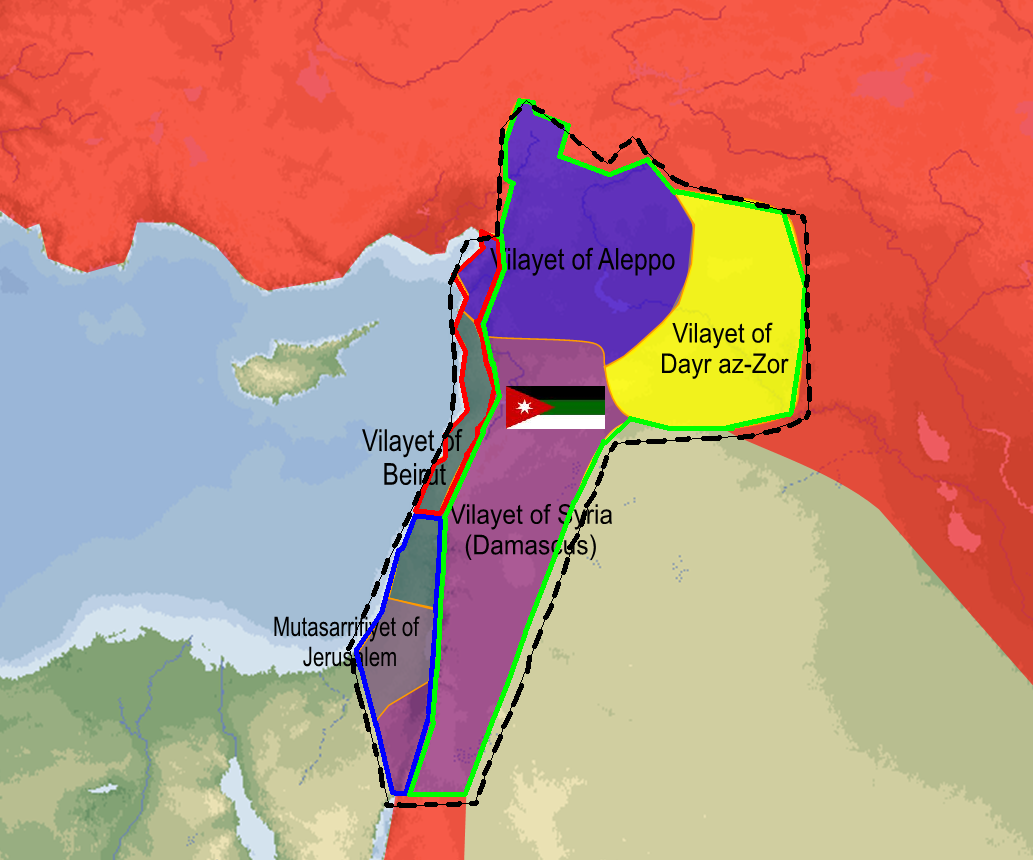
«Королівство Сирія» у 1918

Пан-арабський прапор Арабського Королівства Сирія

Французький мандат у Сирії і Лівані (фр. Mandat pour la Syrie et le Liban; араб. الانتداب الفرنسي على سوريا ولبنان, трансліт. al-intidāb al-faransī ʻalā sūriyā wa-lubnān) — мандат Ліги Націй наданий після Першої світової війни і розділу Османської імперії. За два роки, по закінченню війни в 1918 році, і згідно угоди Сайкса — Піко, яку підписано між Англією і Францією під час війни, британці здобули контроль над Османською Месопотамією (сучасний Ірак) і південною частиною Османської Сирії (Палестина і Йорданія), в той час як французи контролювали решту Османської Сирії (сучасна Сирія, Ліван, Александретта та інші частини південно-східної Туреччини).
На початку 1920-х років, британський та французький контроль над цими територіями зафіксовано мандатною системою Ліги Націй, і Франції, 29 вересня 1923 р., надали мандат в Сирії, який містив сучасний Ліван і Александретту (Хатай). На додаток до сучасної Сирії.
Французький мандат в Сирії діяв до 1943 року, коли дві незалежні країни, Сирія і Ліван, вийшли з мандатного періоду, крім того, в 1939 р. Хатай передано Туреччині. Французькі війська залишили Сирію та Ліван в 1946 р..

## Арабське Королівство Сирія
Після поразки Османської імперії в Сирії, британські війська під командуванням маршала Едмунд Генрі Алленбі увійшли до Дамаску в 1918 р. у супроводі військ арабського повстання на чолі з Фейсалом, сином шаріфа Хусейна з Мекки.
Фейсал створив перший арабський уряд в Дамаску у жовтні 1918 року і призначив аль-Рікабі військовим губернатором.
Нова арабська адміністрація створила місцеві органи влади у великих сирійських містах, і пан-арабський прапор здійнявся по всій Сирії. Араби мали сподівання, що британці виконають власні обіцянки, і нова арабська держава буде містити всі арабські землі від Алеппо на півночі Сирії до Адену на півдні Ємену.
Але, генерал Алленбі, згідно таємних угод Сайкс-Піко між Великою Британією і Францією, відніс до арабської адміністрації тільки внутрішні райони Сирії (східна зона). Палестина (південна зона) була зарезервована для британців і 8 жовтня, французькі війська висадилися в Бейруті і зайняли всі ліванські прибережні райони до Накурі (західна зона), замінивши британські війська. Франція негайно ліквідувала місцевий арабський уряд в регіоні.
Франція зажадала повного виконання угод Сайкс-Піко та передачу Сирії під їх контроль. 26 листопада 1919, британці вивели війська з Дамаску, щоб уникнути конфронтації з Франції.
Фейсал кілька разів подорожував по Європі, починаючи з листопада 1918 р., намагаючись переконати Париж і Лондон, змінити свою позицію, але без успіху. Після захоплення Францією Сирії генерала Анрі Гуро, призначили верховним комісаром в Сирії та Кілікії.
На Паризькій мирній конференції, Фейсал опинився у ще слабшій позиції, коли європейські держави вирішили проігнорувати вимоги арабів.
У червні 1919 року, американська комісія Кінга-Крейна прибула до Сирії, щоб дізнатися про місцеву громадську думку щодо майбутнього країни. Робоча область комісії простягалася від Алеппо до Беер-Шеви. Вони відвідали 36 великих міст, зустрілися з понад 2000 делегаціями у понад 300 селах, і отримали понад 3000 скарг. Їх висновки підтвердили позицію сирійців проти мандату на їх країну, а також проти декларації Бальфура, і їх вимогу єдиної Великої Сирії охоплюючу Палестину. Висновки комісії були проігноровані Францією і Англією.
У травні 1919 року проведено вибори в Сирійський Національний конгрес. 80 % місць здобули консерватори. Меншість здобули арабські націоналісти: Джаміль Марді-Бей, Шукрі аль-Куваті, Ахмад аль-Кадрі, Ібрагім Ханан, і Ріяд ас-Солх.
Заворушення спалахнули в Сирії, коли Фейсал дійшов до компромісу з прем'єр-міністром Франції Клемансо і сіоністським лідером Вейцманом з питання про єврейську імміграцію до Палестини. Спалахнули анти-хашимітські заворушення мусульманських мешканців Ліванських гір які не хотіли потрапити до складу нової, головним чином християнської, держави Великий Ліван.
У березні 1920 р., Сирійський національний конгрес у Дамаску на чолі з аль-Хашим Атассі, прийняв резолюцію, що скасувала угоду Фейсала-Клемансо. Конгрес проголосив незалежність Сирії в її природних кордонах (включно з Палестиною), і проголосив Фейсала королем арабів. Конгрес також проголосив політичний та економічний союз з сусіднім Іраком і зажадав незалежності. Новий уряд очолив Алі ар-Ріда Рікабі 9 травня 1920.
25 квітня, під час підписання Севрського договору, Верховна міжсоюзницька рада надала Франції мандат в Сирії (включно з Ліваном), і Великої Британії мандат у Палестині (у тому числі Йорданія) та в Іраці. Сирія відповіла хвилею протестів. Новий уряд запровадив загальний військовий обов'язок і почав фінансування війська.
Ці рішення спровокували негативну реакцію Франції, а також маронітського Патріархату з Гірського Лівану, які засудили рішення як «державний переворот». У Бейруті, християнська преса висловила ворожість до рішень уряду Фейсала. Ліванські націоналісти отримали вигоду з кризи скликавши Раду християнських лідерів у Баабда 22 березня 1920 р., яка проголосила незалежність Лівану.
14 липня 1920, генерал Гуро висунув ультиматум Фейсалу даючи йому вибір між співпрацею або зреченням. Розуміючи, що баланс сил не на його користь, Фейсал вирішив співпрацювати. Проте, молодий військовий міністр, Юсеф аль-Азмех, відмовився підкоритися і, під час Франко-сирійської війни зазнав поразки від французів в битві при Майсалоун. Азмех загинув на полі бою разом з більшістю сирійських вояків. Генерал Гойбет вступив до Дамаску 24 липня 1920 р..
У Лівані, французів зустріли як визволителів християнської громади, але у Сирії вони зіткнулися з сильним опором. Франції знадобилося три роки 1920—1923 рр., щоб встановити повний контроль над Сирію і придушити усі вогнища опору.

## Мандат
Після конференції в Сан-Ремо і поразки короткотривалої монархії короля Фейсала в Сирії в битві при Майсалоун, французький генерал Анрі Гуро розділив мандат у Сирії на шість держав.
- Держава Дамаск (1920),
- Держава Алеппо (1920),
- Алавітська держава (1920),
- Джабаль аль-друз (1921),
- автономний Санджак Александретта (1921) (сучасний Хатай)
- держава Великий Ліван (1920) яка пізніше стала сучасною країною Ліван.

Прапор Сирійської Федерації (1922–1924) і наступної держави Сирії (1924–1930).

Прапор Сирійської Республіки (1932-58, 1961-63).

У липні 1922 Франція встановила вільну федерацію між трьома державами: Дамаск, Алеппо, і алавітською під назвою Сирійська Федерація. Джабаль аль-Друз, санджак Александретта, і Великий Ліван не були частинами цієї федерації, яка прийняла новий федеральний прапор (зелено-біло-зелений з французькою емблемою). 1 грудня 1924 р, держава алавітів відокремилася від Федерації, держави Алеппо і Дамаск об'єднались в державу Сирія.
У 1925 р. повстання у Джабаль аль-Друз на чолі з Султан Паша-ель-Атраш поширилося на інші сирійські держави і стало загальнонаціональним повстанням у Сирії. Франція спробувала прийняти у відповідь заходи — парламент Алеппо мав оголосити вихід з союзу з Дамаском, але голосування було зірване сирійськими патріотами.
14 травня 1930 р., державу Сирія прооголошено Республікою Сирією, була підготовлена нова конституція. Два роки по тому, в 1932 році, прийняли новий прапор для республіки. Прапор був з трьома червоними зірками, які представляли три райони республіки (Дамаск, Алеппо, і Дейр-ез-Зор).
У 1936 р. підписано Франко-Сирійський договір про незалежність, який не був ратифікований французьким парламентом. Але, договір дозволив Джабаль аль-Друз, державі алавітів (зараз вона називається Латакія), і санджаку Александретта бути включеними в Сирійську республіку в наступні два роки. Хашим аль-Атассі, який був прем'єр-міністром за коротко тривале царювання короля Фейсала (1918—1920), став першим президентом, обраним за новою Конституцією, прийнятою після ратифікації договору про незалежність.
У вересні 1938 року, Франція знову відокремила сирійський район Александретта і перетворила його на Республіку Хатай. Республіку Хатай приєднала Туреччина в наступному році, у червні 1939. Сирія не визнає включення Хатай до Туреччини і питання залишається спірним досі.
Після падіння Франції в 1940 році під час Другої світової війни, Сирія потрапила під контроль уряду Віші, поки британські війська та війська Вільної Франції не вторглися і окупували країну в липні 1941. Сирія проголосила свою незалежність ще раз у 1941 р, але її визнали незалежною республікою лише 1 січня 1944 р.
29 травня 1945 р., Франція бомбувала Дамаск і спробувала заарештувати її демократично обраних лідерів. Хоча французькі літаки бомбили Дамаск, прем'єр-міністр Фаріс аль-Хурі був на установчій конференції Організації Об'єднаних Націй в Сан-Франциско, представляючи сирійські вимоги на незалежність від французького мандату. Тиск сирійських націоналістичних груп і Великої Британії змусив Францію вивести свої війська до 17 квітня 1946 р.
У 1940-і роки, Британія таємно виступали за створення Великої Сирії, що забезпечило б Англії пільговий статус у військовій, економічній та культурній галузях, в обмін на повне припинення єврейських амбіцій в Палестині. Франція і Сполучені Штати виступали проти британського панування в регіоні, що в кінцевому підсумку призвело до створення Ізраїлю.